# 33408 Mananshah
33408 Mananshah è un asteroide della fascia principale. Scoperto nel 1999, presenta un'orbita caratterizzata da un semiasse maggiore pari a 2,2315933 UA e da un'eccentricità di 0,0550497, inclinata di 6,10653° rispetto all'eclittica.